# Lago Michigan
Il lago Michigan o in passato lago Micigan (in inglese Lake Michigan) è un lago di origine glaciale, uno dei cinque Grandi Laghi dell'America del Nord. È connesso al lago Huron attraverso lo stretto di Mackinac. Fra gli affluenti, il fiume Fawn. È l'unico lago facente parte dei Grandi Laghi a trovarsi esclusivamente in territorio statunitense.

## Nome
La parola "Michigan" si riferiva inizialmente al lago stesso e si crede sia derivata da meicigama una parola degli indiani chippewa che significa "grande acqua". Fino al 1700 veniva chiamato anche lago Illinois.

## Geografia

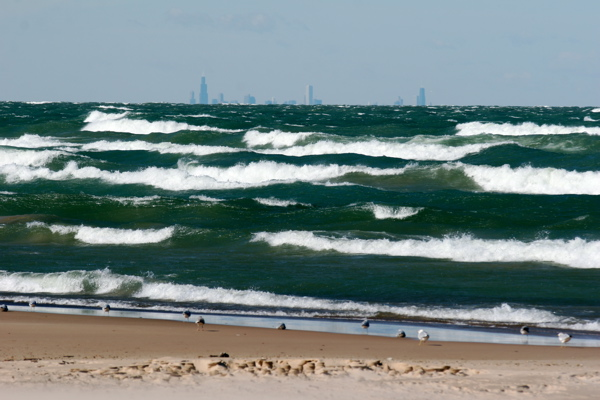
Onde di burrasca con lo sfondo di Chicago.

Il lago ha forma allungata da nord a sud, si trova a 176 metri sul livello del mare e la sua superficie è di 57.760 chilometri quadrati. È il più grande lago interamente compreso nel territorio degli Stati Uniti ed è il quinto in assoluto al mondo. È inoltre il più grande bacino compreso nel territorio di un unico Paese.
La sua lunghezza è di circa 500 km mentre la larghezza raggiunge i  190 km  (per fare un paragone, il mare Adriatico è largo mediamente 150 km). La profondità massima non supera i 281 metri, inferiore a quella dei laghi prealpini italiani. Si stima che contenga un volume d'acqua pari a circa 4.900 km cubi.
Le coste sono basse e uniformi, coperte di foreste nella parte settentrionale e caratterizzate da ampie spiagge lungo la riva orientale. A nord e in corrispondenza della profonda insenatura di Green Bay, il bacino è costellato di numerose isole ancora relativamente vergini. È l'unico dei cinque Grandi Laghi a essere interamente compreso nel territorio degli Stati Uniti. Lungo le sponde si affacciano gli Stati del Michigan, Wisconsin, Illinois e dell'Indiana.
Considerando la contiguità tra il lago Michigan e il Lago Huron, comunicanti mediante l'ampio Stretto di Mackinac, i due laghi possono anche essere considerati bacini di un unico lago, definito Lago Michigan-Huron.

## Città costiere

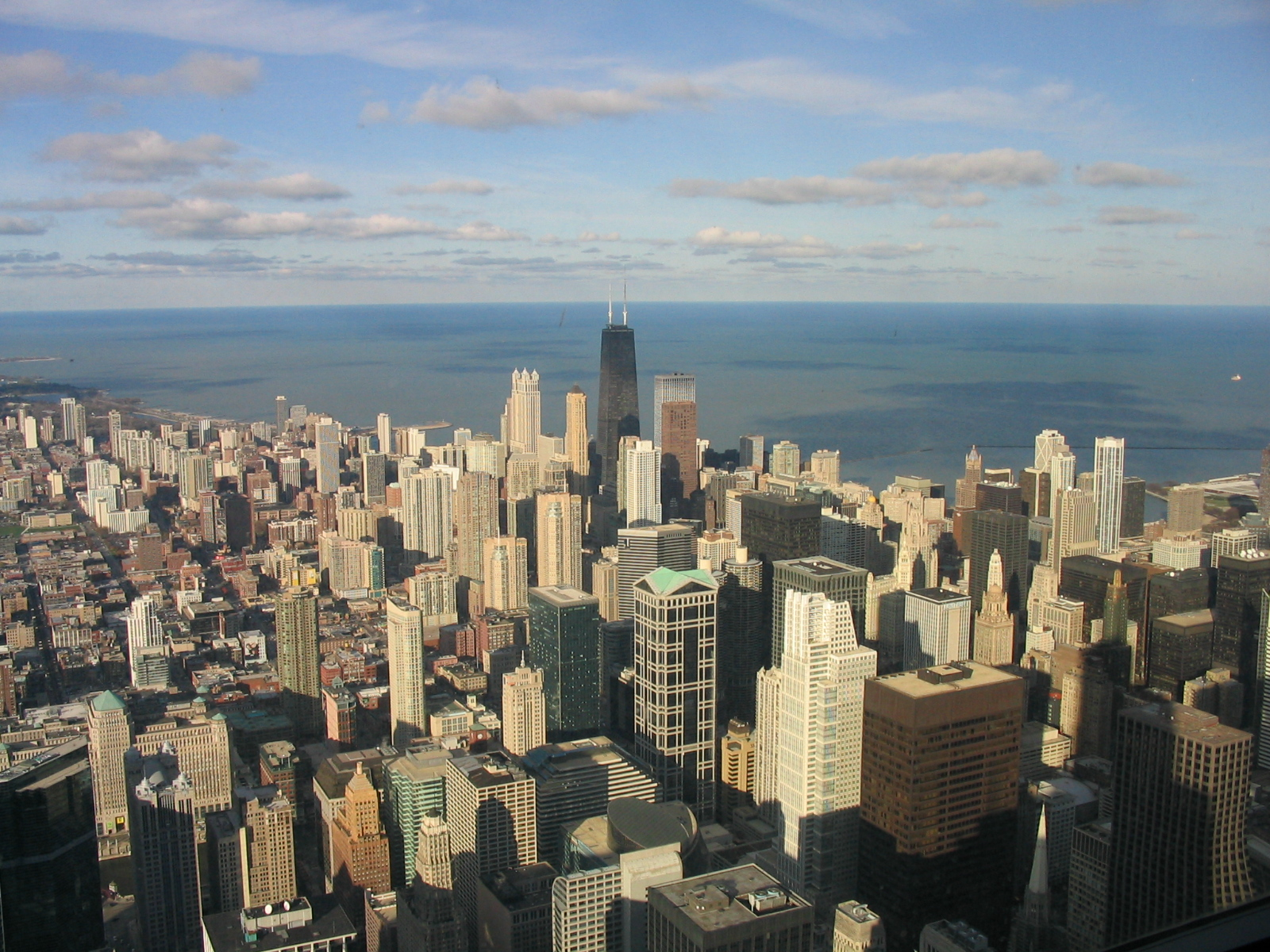
Chicago e il suo lago.

Circa 12 milioni di persone vivono sulle coste del lago. Molte cittadine del nord Michigan sono centri turistici che hanno come attrazione le bellezze naturalistiche delle spiagge, rimaste sostanzialmente protette dallo sviluppo industriale; la parte meridionale da Gary a Chicago è invece fortemente industrializzata.
Le città più note sulla costa sono:
- Chicago, Illinois
- Evanston, Illinois
- Gary, Indiana
- Holland, Michigan
- Muskegon, Michigan
- Milwaukee, Wisconsin

## Spiagge

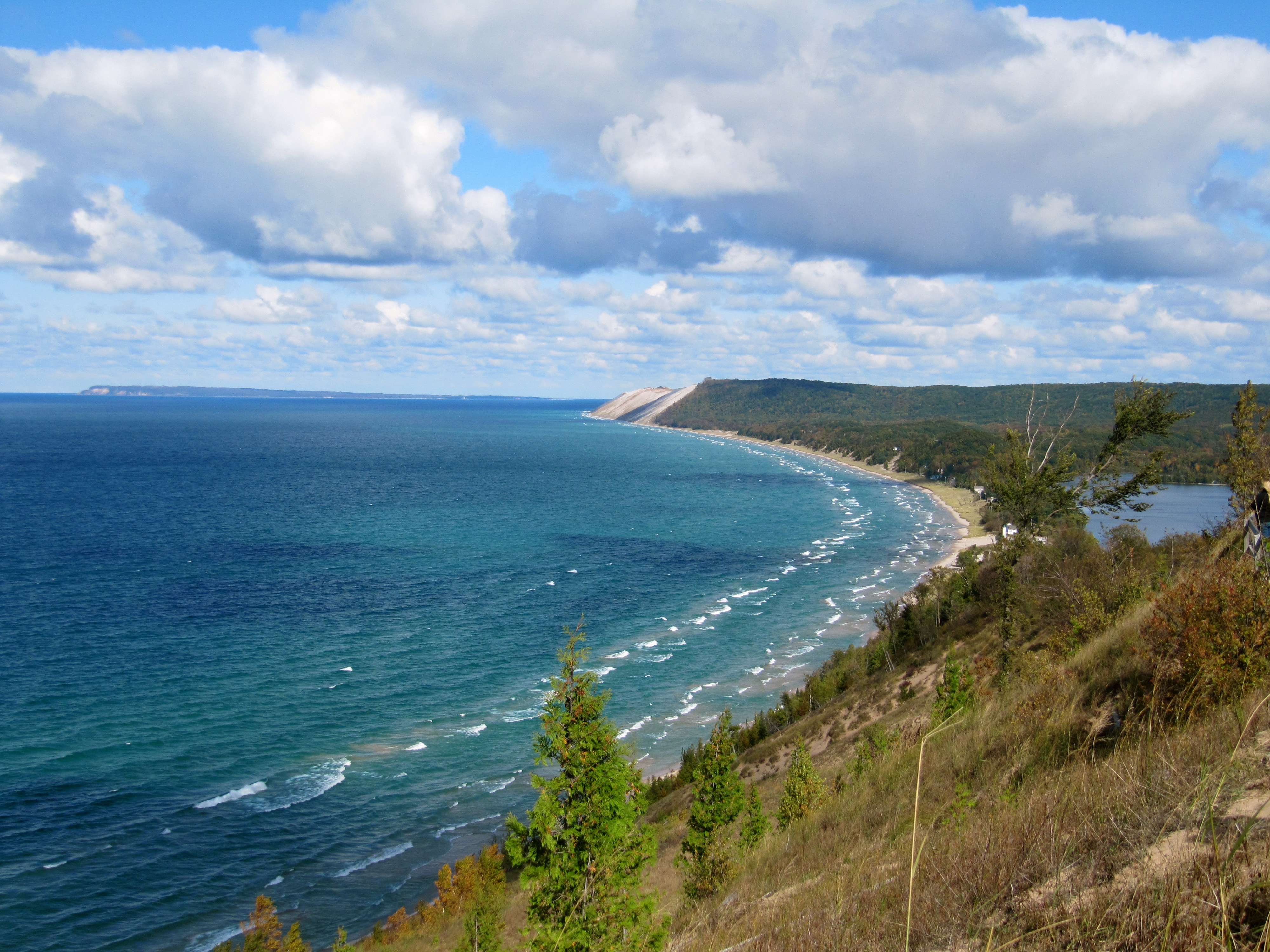
Lake Michigan Sleeping Bear Dunes.

Le ampie spiagge, soprattutto quelle del Michigan e dell'Indiana, sono molto conosciute. La sabbia è soffice e bianchissima, nota anche come "sabbia che canta" (singing sands) a causa del caratteristico scricchiolio che emette quando la si calpesta. Lo scricchiolio è dovuto all'alto contenuto di quarzo. In alcuni punti sono predisposti percorsi per il dune bugging con auto e moto.

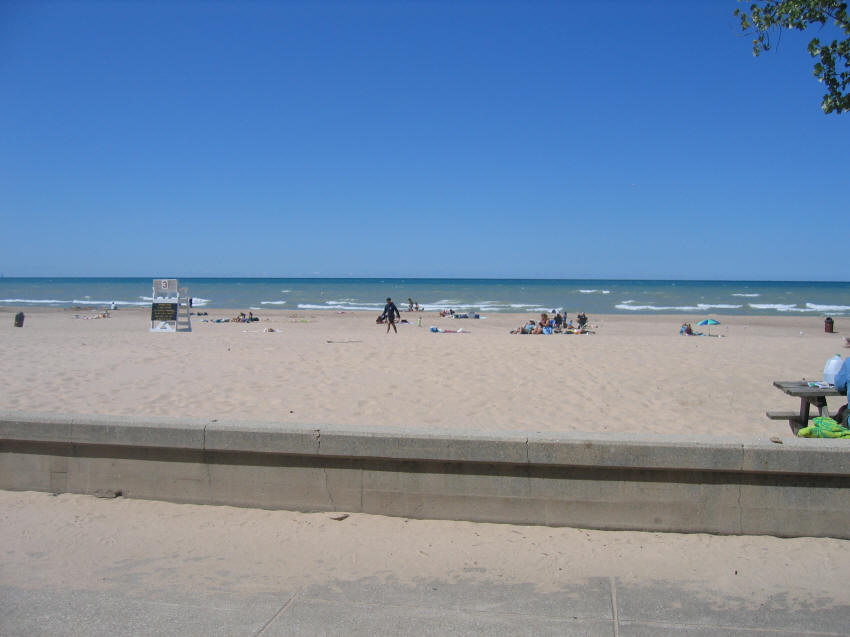
Spiagge di tipo marino si allungano per decine di chilometri.

Un tratto della costa sud-orientale appartenente allo Stato dell'Indiana costituisce il parco nazionale di Indiana Dunes National Lakeshore, che comprende elevati cordoni di dune, praterie, zone umide, boschi e circa 70 chilometri di sentieri percorribili.